# Depot von Badingen
Das Depot von Badingen (auch Hortfund von Badingen) ist ein Depotfund der frühbronzezeitlichen Aunjetitzer Kultur (2300–1550 v. Chr.) aus Badingen, einem Ortsteil der Stadt Bismark (Altmark) im Landkreis Stendal (Sachsen-Anhalt). Das Depot wurde vom Museum für Vor- und Frühgeschichte in Berlin erworben, ist aber heute verschollen.

## Fundgeschichte
Das Depot wurde um 1870 gefunden und 1871 vom Museum in Berlin angekauft. Die genauen Fundumstände sind unbekannt.

## Zusammensetzung
Das Depot besteht aus drei Bronzegegenständen: ein schwerer ovaler offener Ring mit gestrichelten Enden, eine Armspirale mit elf Windungen und ovalem Querschnitt sowie eine lange geschlossene gerippte Manschette.